# Cot Alurbuloh
Cot Alurbuloh är en kulle i Indonesien.   Den ligger i provinsen Aceh, i den västra delen av landet, 1 800 km nordväst om huvudstaden Jakarta. Toppen på Cot Alurbuloh är 273 meter över havet.
Terrängen runt Cot Alurbuloh är kuperad åt sydost, men åt nordväst är den platt.Runt Cot Alurbuloh är det ganska glesbefolkat, med 30 invånare per kvadratkilometer. I omgivningarna runt Cot Alurbuloh växer i huvudsak städsegrön lövskog.